# Annalisa Spiezie
Annalisa Spiezie (Portici, 14 luglio 1961) è una giornalista italiana.

## Biografia
Esordì in un programma televisivo nel 1986 a Telemontecarlo, attuale LA7, conducendone anche il telegiornale nell'edizione delle 13:30. Arriva al TG5 per condurre, da marzo del 1995, la nuova edizione di Mezzasera, e poi dal 1996 l'edizione delle 20:00, divenendo una delle anchorwoman della testata. Quando non conduceva il telegiornale di Canale 5 faceva spesso dei servizi esterni. L'11 ottobre 2007 passa al telegiornale di Italia 1 Studio Aperto nella carica di vice direttore della testata giornalistica. Nel 2009 ha fatto da testimonial per lo spot contro la sclerosi multipla La gardenia dell'AISM andato in onda la prima settimana di marzo del 2009 in occasione della festa delle donne. Dal 2010 è vicedirettrice di News Mediaset.
Ha inaugurato nel novembre 2011 le trasmissioni ufficiali del nuovo canale all news Mediaset TGcom24 dove ha anche condotto lo speciale sulle Elezioni presidenziali negli Stati Uniti del 2012.

## Vita privata
È sposata e ha una figlia, Carolina, nata nel 1996.